# Fukuoka Kōgyō Daigaku

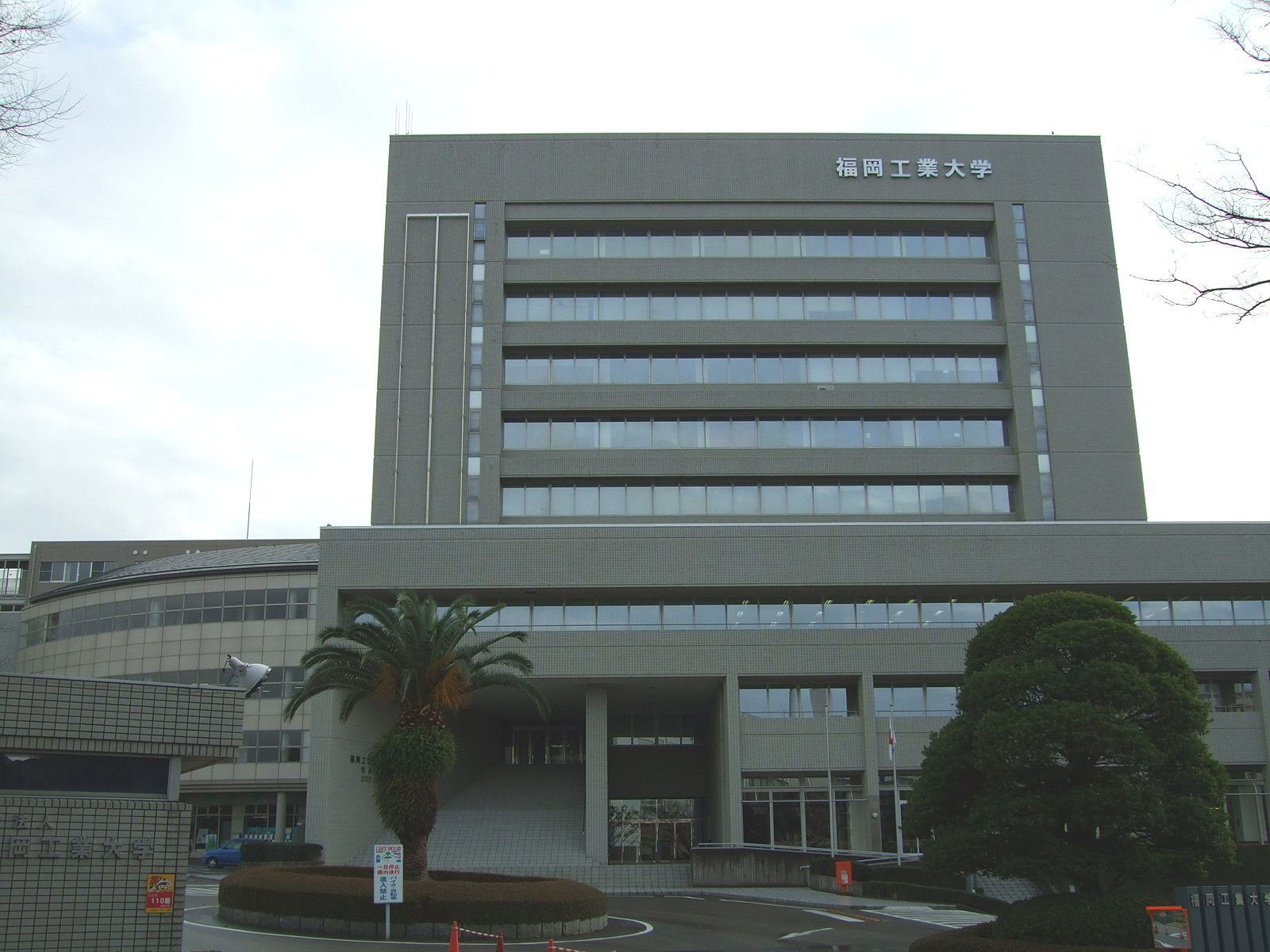
Hauptgebäude

Die Fukuoka Kōgyō Daigaku ist eine private Technische Universität in Fukuoka (Japan) und besteht seit 1954. Der Universitätsstatus besteht seit 1963.

## Bekannte Absolventen
- Ichirō Matsui (* 1964), japanischer Politiker